# Shūichi Katō
Pour les articles homonymes, voir Kato.
Ne pas confondre avec Shūichi Katō (politicien)
Shūichi Katō (加藤　周一, Katō Shūichi) (né le 19 septembre 1919 à Tōkyō et mort le 5 décembre 2008 à Tōkyō) est un historien des idées, encyclopédiste et médecin japonais. Il était une grande figure du monde intellectuel japonais, possédant une connaissance approfondie de la culture japonaise mais aussi de la culture occidentale.

## Biographie
Shūichi Katō sort diplômé en médecine hématologiste de la prestigieuse université impériale de Tōkyō. En parallèle à ses recherches en médecine, il s'intéresse à l'art et à la critique sociale. Il fonde alors un cercle littéraire. Katō est alors opposé à l'orientation militariste prise par le Japon. En 1942, il rejoint le groupe Littérature moderne. Il s'intéresse alors à la littérature et à la poésie occidentale, apprenant ainsi par cœur et en français des poèmes de Rimbaud. Il est médecin à  Tōkyō pendant la guerre et fait partie de la délégation de médecins japonais et américains qui se rendent sur le site d'Hiroshima après la capitulation du Japon. En 1951, il se rend en Europe où il se lie avec Jean-Paul Sartre.
Katō est le rédacteur en chef de la Grande Encyclopédie du Japon entre 1971 et 1984. Il est aussi l'auteur d'une Histoire de la littérature japonaise dans laquelle il plaide pour l'intégration de la littérature en kanbun et des œuvres populaires rakugo dans le patrimoine littéraire classique japonais.
Katō a été professeur à l'université libre de Berlin et à l'université de la Colombie-Britannique, professeur invité à l'université de Ritsumeikan. Il a aussi enseigné à l'université Yale et à l'université Todai. Le 23 novembre 1995, il reçoit le titre de docteur honoris causa par l'université Stendhal-Grenoble 3. 
Soucieux des questions des droits de l'homme et de la démocratie, il est hostile à la renaissance du nationalisme au Japon et critique le suivisme du Japon sur la politique américaine. Il avait créé en 2004 avec Kenzaburo Oe, romancier et prix Nobel de littérature, une association de défense de la Constitution pacifique.
Il écrivait également une chronique Paroles insensées à l'heure du couchant dans le grand quotidien Asahi.

## Œuvres
Liste non exhaustive
Traduites en français
- Le temps et l'espace dans la culture japonaise, CNRS Éditions, 2009
- La Littérature japonaise  avec René Sieffert, éd. POF, 1998
- Des Origines au théâtre nô - Histoire de la littérature japonaise tome 1, éd Fayard, 1990
- L'Isolement du XVIIe au XIXe siècle - Histoire de la littérature japonaise tome 2, éd Fayard, 1986
- L'Époque moderne  - Histoire de la littérature japonaise tome 3, éd Fayard, 1986

Traduites en anglais mais pas en français
- A Sheep's Sing ; A Writer 's Reminiscences of Japan and The World, éd. University of California Press, 1999. (ses mémoires)